# Олимпийский комитет Иордании
Олимпийский комитет Иордании (араб. اللجنة الأولمبية الأردنية‎) — организация, представляющая Иорданию в международном олимпийском движении. Основан в 1957 году; зарегистрирован в МОК в 1963 году.
Штаб-квартира расположена в Аммане. Является членом Международного олимпийского комитета, Олимпийского совета Азии и других международных спортивных организаций. Осуществляет деятельность по развитию спорта в Иордании. Включает 34 спортивных федерации.